# Lysefjordbroen
Lysefjordbroen er en traditionel hængebro over Lysefjorden i Forsand kommune i Rogaland fylke, sydøst for Stavanger i Norge. Broen blev åbnet i december 1997 og er 640 meter lang. Hovedspændet er på 446 meter og har sidespænd på til sammen 193 meter. Gennemsejlingshøjden er 50 meter. Tårnene på hver side af fjorden er 107 meter høje. Den ene ende af broen står på Giskalineset på Forsand-siden af fjorden og den anden ende går broen direkte ind på riksvei 13/Ryfylkevejen.
Lysefjordbroen har bedret samfærdslen i området ved at knytte Forsand og Strand kommune sammen. Indbyggerne i Forsand er ikke længere afhængige af færge for at komme til nærmeste by som er Jørpeland. Efter åbningen af broen blev færgeafgangene på Høgsfjordsambandet hyppigere fordi færgen nu kun går mellem Oanes og Lauvik og ikke omkring Forsand også. Dette har gjort at rejsetiden og muligheten for at rejse til Sandnes også blev bedret.
I 1999 fik broen prisen Vakre Vegers Pris (Smukke Vejes Pris) af Vegdirektoratet. Begrundelsen for at Lysefjordbroen vandt var at broen ikke gjorde store indgreb i naturen i de krævende omgivelser. Juryen synes den er smuk både på afstand og på nær hold.
Der er i flere rapporter blevet omtalt brud i bærekablerne som går mellem de to tårne. Efter 9 år (i 2006) var der blevet opdaget over 1.000 brud. Det er ikke usædvanligt med brud, men så mange vil reducere broens levetid. Statens Vegvesen førte sag mod det østrigske firma Austria Draht som havde leveret kablene . Statens Vegvesen vandt både i Oslo tingret og i Gulating lagmannsret med krav om 15 millioner kroner i erstatning fra producenten. Til trods for bruddene er broen ikke farlig.
Broen har også fået kritik for andre dele. I koblingerne mellem sidespændene og hovedspændet er der store ujævnheder som blev kritiseret i 2006. Sagen var oppe flere gange i Forsand kommunestyre uden særlig resultat. I sommerferien 2006 blev det endnu værre da de midlertidige overlapninger blev trukket udover kørebanerne. Overgangene blev midlertidig repareret i slutningen af juli 2006.